# 1020 Arcadia
Arcadia (asteroide 1020) é um asteroide da cintura principal, a 2,6805086 UA. Possui uma excentricidade de 0,039616 e um período orbital de 1 703,13 dias (4,67 anos).
Arcadia tem uma velocidade orbital média de 17,82816335 km/s e uma inclinação de 4,04995º.
Este asteroide foi descoberto em 7 de março de 1924 por Karl Reinmuth.